# Taifa Lerida

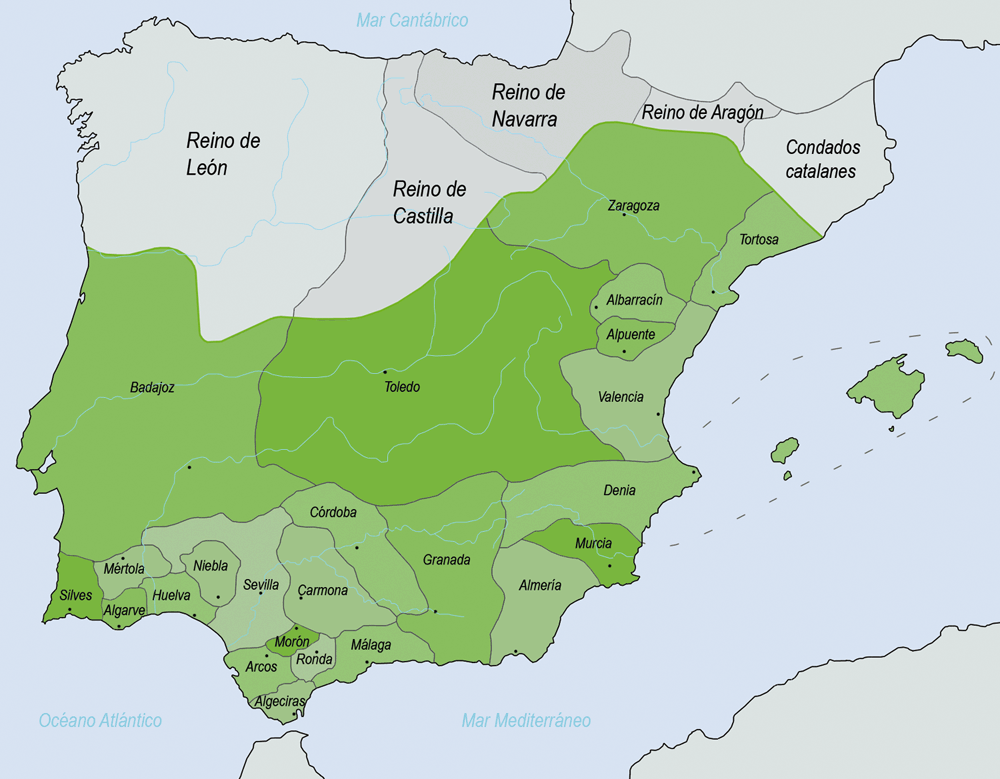
Ligging t.o.v. andere taifa's

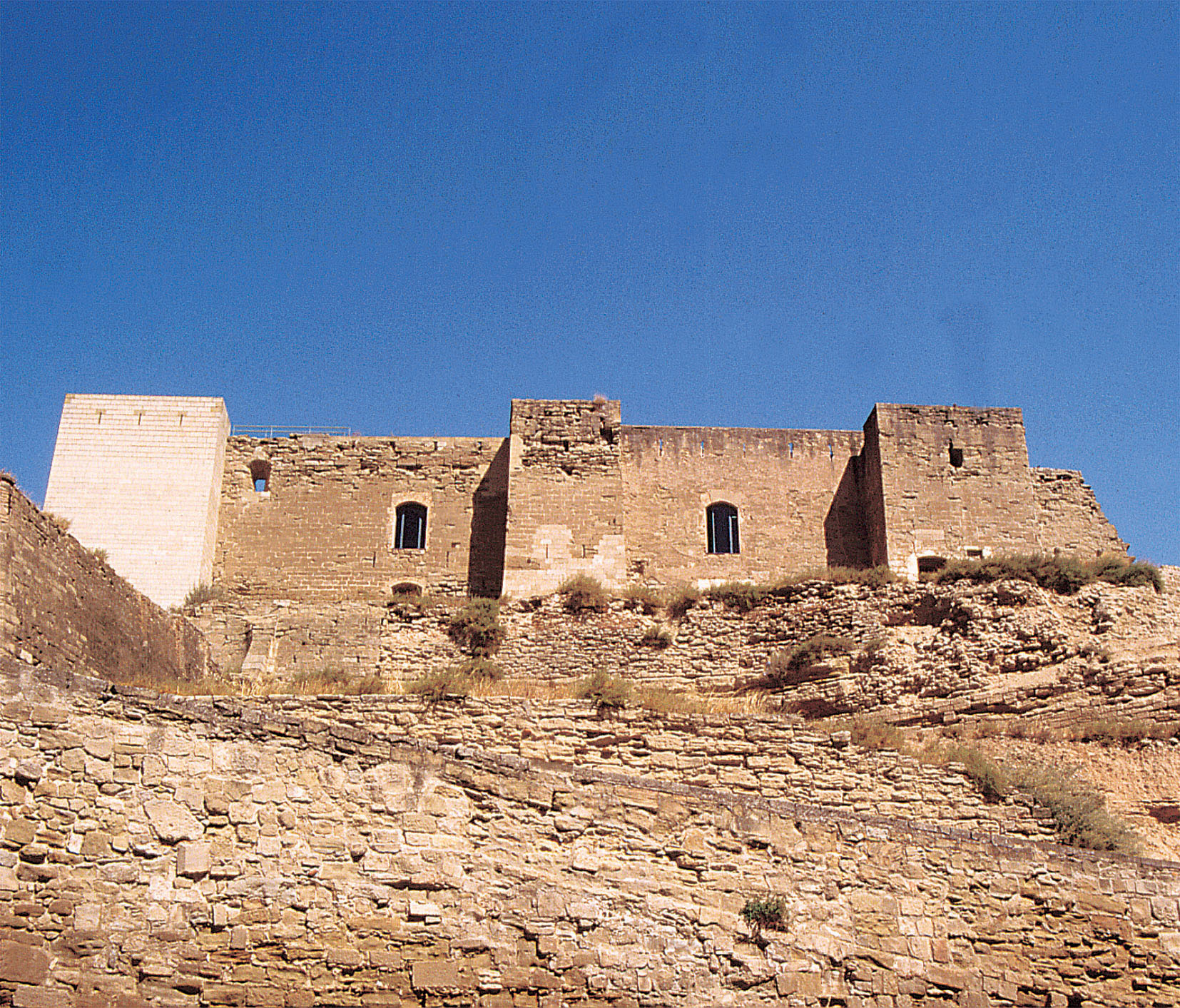
Kasteel uit de periode van taifa Lerida

De taifa Lerida was een emiraat (taifa) in Catalonië, in het noordoosten van Spanje. De taifa kende drie onafhankelijke periodes van 1031 tot 1039, van 1046-1078 en van 1082 tot 1102. De stad Lerida (Catalaans: Lleida, Spaans: Lérida, Arabisch: Larida) was de hoofdplaats van de taifa.

## Eerste taifa (1031-1039)
De taifa werd in 1031 gesticht door Suleiman ibn Mohammed ibn Hud al-Judhami al-Musta'in. Hij werd later in 1039 als Al-Musta'in I emir van Zaragoza en verenigde deze met Lerida. Tussen 1031 en 1036 verbleef de laatste kalief van Córdoba, Hisham III als vluchteling in het fort Suda de Lleida.

## Tweede taifa (1046-1078)
In 1046 werd de taifa wederom onafhankelijk, nu onder Yusuf ibn Suleiman al-Muzaffar. Dit gebeurde na het overlijden van zijn vader Al-Musta'in I, emir van Zaragoza. Hij was tevens emir van Tudela (1046-1057).

## Derde taifa (1082-1102)
De derde onafhankelijke periode kwam tot stand na het overlijden van Ahmed I ibn Suleiman al-Muktadir van Zaragoza. Zijn zoon Al-Mundir Imad ad-Dawla ontving toen de Tortosa, Dénia en de taifa Lérida. Hij werd verslagen bij Morella, in de Slag bij Morella op ca. 14 augustus 1084. Een moslimleger onder Yusuf al-Mu'tamin versloeg Sancho I van Aragón, die Zaragoza was binnengevallen. De generaal Rodrigo Díaz de Vivar (El Cid) vocht mee aan de moslimzijde.
Op 24 oktober 1149 veroverde Ramon Berenguer IV, graaf van Barcelona en Ermengol VI, graaf van Urgell Lerida en kwam het aan het koninkrijk Aragón.

## Lijst van emirs
Banu Hud (Hudiden)
- Suleiman ibn Mohammed ibn Hud al-Judhami al-Musta'in: 1031-1039
- Aan taifa Zaragoza: 1039-1046
- Yusuf ibn Suleiman al-Muzaffar: 1046-1078
- Aan taifa Zaragoza: 1078-1082
- Al-Mundir Imad ad-Dawla: 1082-1090
- Suleiman Sayyid al-Dawla: 1090-1102
- Aan Almoraviden uit Marokko: 1102